# قاعة المدينة (أسمرة)
قاعة المدينة أو قصر الحاكم العام هو مبنى قاعة المدينة الحالي التابع لبلديّة مدينة أسمرة، عاصمة إريتريا. يقع في وسط المدينة، وقد تم بناؤه عام 1930 خلال فترة الاستعمار الإيطالي على طراز آرت ديكو.

## التصميم
شيّدت سلطات الاستعمار الإيطالي هذا المبنى عام 1930، ليكون قصرًا للحاكم العام بدلاً عن قصر الحاكم العام السابق، والذي شيّدته ذات السلطات عام 1897، والذي أصبح لاحقًا متحفًا، ثم قصرًا رئاسيًا في الوقت الحالي (القصر الرئاسي في أسمرة).
يُعتبر المبنى أحد المباني التي له رمزيّة معماريّة وتاريخيّة كبيرة في أسمرة، لما له من دلالات تصميميّة فاشيّة، حيث تم بناء برج في وسطه، إلاّ أنه أُزيل عام 1941 بعد سيطرة البريطانيين على المدينة في الحرب العالمية الثانية. كما يُعتبر المبنى اليوم أحد أهم نقاط الجذب السياحي في مدينة أسمرة المعاصرة، إلى جانب مبنى فيات تاجيليرو وسينما إمبيرو، ومبانٍ أخرى تعود إلى الفترة الاستعماريّة، والتي تم إدراجها جميعًا على قائمة التراث العالمي التابعة لليونيسكو في عام 2017.

## وصلات خارجية
- مباني في أسمرة على طراز آرت يكو، مباني آرت ديكو (بالإنجليزية)